# Euphyia luscina
Euphyia luscina är en fjärilsart som beskrevs av Max Joseph Bastelberger 1911. Euphyia luscina ingår i släktet Euphyia och familjen mätare. Inga underarter finns listade i Catalogue of Life.